# قبيلة التاما
التاما قبيلة سودانية تشادية تنتمي إلى ها مجموعة من القبائل من الإرنقا و قبيلة القمر ووأولاد مانا وغيرها وتنتشر في السودان وتشاد وليبيا وجنوب السودان وغيرها من الغرب الأوسط الأفريقي وحتى تخوم الهضبة الإثيوبية والإرترية يتحدث لغتهم الخاص بهم التاما وتدين بالإسلام السني لعبت دوراً كبيراً في تاريخ السودان من الثورة المهدية وحتى سقوطه، وتعد هذه القبيلة التي تسكن وسط السودان وجانبي الحدود السودانية والتشادية وبعض الدول الإفريقية وأنحاء متفرقة من السودان في الوسط والشمال والشرق حتى داخل الحدود الأثيوبية والأرترية واحدة من القبائل القليلية التي يمكن أن يطلق عليها أم الشعوب لكثرة ما أنجبت هذه القبيلة من فروع وبطون؛ فهذه القبيلة التي يري علماء التاريخ والجينات من أنها أخت قبيلة الداجو المشهورة ببأسها وقوتها في فترات سابقة من تاريخ السودان القديم قد أنجبت الكثير من البطون التي بمقاييس العدد والأنفس تعتبر قبائل بحد ذاتها كقبيلة القمر والبطون الأخرى كالإرنقا والمهادى وأولاد مانا وقد اشتهرت هذه القبيلة بالسمعة الحسنة وتقبلها للآخرين حتى صارت المناطق التي تسكنها القبيلة تاريخياً كبكابية التي كانت فيها مقر المملكة في السودان وشمال الجنينة وشرقها حتي كبكابية مروراً بي سرف عمرة والقرى التي حولها ومعظم مجرى وادي بارى مناطق تعج بالقبائل الأخرى التي إنصهرت معها وتعايشت معها طيلة قرون عديدة.

## الموقع الجغرافي لسكانهم
تقع ديار شعب التاما في غرب السودان وحلفا الجديدة ومدني والفاو ومنطقة حجر تاما بمحلية كرينك وحدة مورني الإدارية بولاية غرب دارفور، وتحدها من الشمال وحدة أم تجوك الإدارية ومن الغرب وادى بارى ومن الجنوب مورنى وتحدها من الشرق منطقة ام شالاية حاضرة التاما الاقتصادية ويسود المنطقة مناخ معتدل، وتتميز بغاباتها الكثيفة التي قوامها أشجار الحراز والسدر وبعض الموالح، ويحترف السكان الزراعة والرعي بجانب التجارة هذا في السودان بالإضافة إلى ذالك في تشاد دار تاما غرب دار قمر

## أصولهم
أجمعت الروايات على أن التاما هم بقايا التمحو إحدى القبائل الليبية القديمة الأصل الليبى لقبائل التاما، المجتمع الليبى قديم جداً تتحدث عنه الآثار المصرية الفرعونية منذ زمن ما قبل الأسر الفرعونية ويقول بعض المؤرخين الغربيين أن كلمة ليبيا وردت في النص الهيروغليفى الذي عثر عليه ضمن مخلفات الأسرة الخامسة من الدولة المصرية القديمة وفي زمن المؤرخ اليوناني هيرودوت كثر استعمال الكلمة التي لم تعد تعنى الإقليم الجغرافى غربى نهر النيل مباشرة فقط وإنما تدل على كل المعروف من قارة أفريقيا
التمحو
```
قبيلة من الليبيين ذوى 
البشرة
 
والعيون
 
الزرقاء
 والشعر الأحمر أول منظر ظهروا فيه من دون كتابة اسمهم كان في عصر 
الأسرة
 الرابعة في مقبرة 
مرس عنخ
 الثالثة 
بالجيزة
 في 
عصر
 الدولة الوسطى مناطق التمحو اتفق 
العلماء
 على تحديد أرض التمحو في 
الصحراء
 الليبية إلى الغرب من 
مصر
 ويرى 
أركل
 أن بقايا التمحو الجنوبيين في قبائل التاما الحالية إلى الغرب من غرب السودان شمالا 
الفاشر
 وأما المجموعة الثانية وهم يمثلون مجموعة 
ثقافية
 هي الفصل الثاني في قصة 
الحضارة
 
النوبية
 وينتمون إلى جنس 
البحر المتوسط
 وأن الصفات 
الزنجية
 لا تكاد تذكر فيهم ويرى أركل أن فرعاً آخر من المجموعة أو 
التمحو
 الجنوبيين تحرك بغرب إلى شمال شرق 
وداى
 
دار برقو
 حيث يمثلهم التاما الحاليون كما جاء من قبل كما يوجد التاما في الفاشر أيضاً ولازال التاما يذكرون في رواياتهم أنهم كانوا يعيشون شمالاً حيث الآن صحراء جرداء دور التمحو في تاريخ 
وادى النيل
 ويرى أركل أن كثيراً من القوى التي ظهرت في 
النوبة
 أو 
السودان
 تعود في رأى الباحثين إلى الفرع الجنوبى من التمحو كما يرى 
رايزنر
 أن أصل الأسرة النبتية من نبتا عند 
الشلال
 الرابع التي أسست الأسرة الخامسة والعشرين كما قرأ رايزنر في لوحة 
تابيرى
 إحدى زوجات 
بعنخى
 الذي أسس الأسرة الخامسة والعشرين اللوحة الآن 
بمتحف
 
الخرطوم
 قرأ كلمة التمحو وهم في نظره الليبيون الجنوبيون وأخيراً قد تدعوا لوحة 
عيزانا
 ملك 
أكسوم
 الذي دمر 
مملكة مروي
 السودانية حوالى 
325م
 إلى التساؤل عن الوطن الجديد الذي انتقل اليه المرويون بعد تدمير أوطانهم وعما إذا كانوا قد انتقلوا غرباً كما يرى بعض الباحثين ولعل 
اهرامات
 
فزان
 في 
الحطية
 
والخرانق
 تشير يوماً إلى صلة بأولئك المرويين
```

## الدين
يدين التاما كلهم بالدين الإسلامي امتثالا لقول الله تعالى: ﴿وَمَنْ يَبْتَغِ غَيْرَ الْإِسْلَامِ دِينًا فَلَنْ يُقْبَلَ مِنْهُ وَهُوَ فِي الْآخِرَةِ مِنَ الْخَاسِرِينَ ۝٨٥﴾ [آل عمران:85] وعن أبي هريرة رضي الله عنه قال: سمعت رسول الله ﷺ يقول والذي نَفْسُ مُحَمَّدٍ بيَدِهِ، لا يَسْمَعُ بي أحَدٌ مِن هذِه الأُمَّةِ يَهُودِي ولا نَصْرانِيٌّ ثُمَّ يَمُوتُ ولَمْ يُؤْمِنْ بالَّذِي أُرْسِلْتُ به إلَّا كانَ مِن أصْحابِ النَّارِ 
وهم من جماعة أهل السنة ويتبعون المذهب المالكي ويتبعون الطريقة الصوفية التيجانية السائدة كذالك يتبعون السلفية في السودان وكذلك في مدن وبلدات تشاد وشمال أفريقيا
وبعد ظهور حركة الإمام المهدي في السودان إنضم التاما إلى المهدية إلى طائفة الأنصار
أولا توجد القباب والأضرحة والزوايا في مناطق التاما إلا في مدني ما هو منتشر في أواسط السودان خاصة في مناطق الجزيرة والنيل الأبيض والخرطوم،
وبعض مرور فترة من الزمن خرجت جماعة أنصار السنة المحمدية
جماعة سنية سلفية إصلاحية على منهج وعقيدة أهل السنة والجماعة في التلقي والاستدلال، والاعتقاد والاتباع  وفي مناهج السلوك والسير إلى الله جملةً وتفصيلا من خلال الدعوة إلى التوحيد الخالص ونبذ البدع والخرافات، وإحياء دعوة الإسلام بالقرآن والسنة واتباع سلف الأمة إنضم كثير منهم إلى هذه الجماعة بعد أن كانوا يقدسون المشايخ ويصرفون العبادة لغير الله فأصبح دعوة الشرك هي السائدة في جميع قبائل السودان فعرفوا أن التجانية وأنصار المهدي دعوتهم قائمة بالشرك بالله وتركو كثيرا منهم ولا يزال يزيدون حتى خرج منهم دعاة من أنصار السنة المحمدية

### وسبب إنسلاخهم من التصوف
```
يرجع لأسباب عديدة منها
```

1. الحلول والاتحاد والفناء كما هي عند الهندوس والبوذين
2. أن الحقيقة أو المعرفة لا تؤخذ من نصوص الكتاب والسنة وإنما تنال بالكشف أو العلم اللدني الباطن (والإلهام والذوق)أي أن للوحي عندهم مفهوماً أعم ولهذا لا ينحصر في الأنبياء بل هو عام لكل الأولياء
3. سقوط التعبدات والتكاليف عمن وصل غاية الطريق وحصل على اليقين بزعمهم.
4. ادعاء ولاية الله وتفضيل الولي على النبي عند كثير منهم، وتفضيل خاتم الأولياء المزعوم عندهم على خاتم الأنبياء محمد صلى الله عليه وسلم ومن العجيب ظهور كثير ممن يدعي أنه خاتم الأولياء في كل العصور ومع ذلك نجدالصوفية يوالون الجميع ويقدسونهم.
5. ادعاء الكرامة والتحدي بها
6. الإيمان برجال الغيب وهم الأقطاب والأوتاد والنقباء والنجباء ويعتقدون أن الله تعالى أسند إليهم التصرف في الكون وتدبير العالم تعالى الله عن ذلك علواً كبيراً ولهذا يدعونهم ويستغيثون بهم ويقيمون لهم الأضرحة والمقامات ليقصدها الناس للتبرك والدعاء وهي شرك بالله تعالى
7. التعبد بالبدع والضلالات فهم يتخذون الخلوات ويعينون من عند أنفسهم أحزاباً وأوراداً تردد آلاف المرات في أوقات مخصوصة ويتخذون الرقص والغناء وسيلة للترقيق والتزكية والتقرب إلي الله
8. الغلو في رسول الله صلى الله عليه وسلم كما تغلوالشيعة في علي ابن إبي طالب رضي الله عنه وكما يغلو البوذيون في بوذا والنصارى في عيسى

ومن ذلك زعمهم أنه أول المخلوقات وأن الله تعالى خلقه من نوره تعالى الله عما يصفون وأنه يعلم الغيب كله وأن بيده مقاليد السماوات والأرض وابتداع صلوات معينة يصلون بها عليه وفيها إطراء وغلو
ومن ذلك دعاؤهم إياه واستغاثتهم به من دون الله وقد نقلوا ذلك 

## التقديرات السكانية
يتراوح عدد التاما في كل من ود مدني والفاو وحلفا الجديدة وسنار وغرب السودان وبقية أجزاء السودان إلى 2,427,171 مليون نسمة وتصل نسبة عددهم في تشاد وحدها حوالي 8% من إجمالي سكان تشاد البالغ عددهم 14,985,423 مليون نسمة، وفي جنوب السودان يتواجدون في ولايات كل من واو وراجا وبحر الغزال حيث يمثلون نسبة 2% من إجمالي سكان جنوب السودان والباقي موزع في مختلف دول مثل ليبيا ويوجد منهم أفراد جمهورية إفريقيا الوسطى وغيرها

بحسب انقسام الفروع أو البطون فهناك بطون تتحدث العربية وهناك بطون تتحدث لغة التامة القديمة

## التاما والثورة المهدية
ساهمت هذه القبيلة مساهمات كبيرة في توطيد دعائم السودان الحالية فكانت القبيلة إحدى أهم دعائم الثورة المهدية وقد كانت القبيلة من أكثر المساهمين في جيش الثورة المهدية التي كانت لها أكثر من راية وأكثر من قائد تؤكد المصادر التاريخية أن الفكي سنين كان يعتبر الرجل الثاني في جيوش المهدية بعد محمود ود أحمد
كما كانت للقبيلة وقفات نضالية مشهودة في المراحل التي تلت الإستقلال ولعل مشاركتها في أحداث (ثورة 78) وتصدرها قائمة الشهداء الذين سقطوا في ود نوباوي والحزام الأخضر لخير دليل على حضورها في كل مفاصل التاريخ إستقلال السودان قديماً وحديثاً.

## النسب وفروع القبيلة

### القمر
```
وكلمه لووي تعنى في لغة التاما الخراب وإثارة المشاكل وهو ما اتصف به بطن القمر واحد من أكبر بطون قبيلة التاما وكانت على تنافس وتنازع مستمر على السلطة مع الاسرة المالكة التي تتوارث الحكم في القبيلة مما حدى بالاسرة 
الحاكمة  الأروقك
 بطرد ونفى بطن القِمِر الذى ظل ينافس على السلطة خارج ديار التاما إلى مناطق تنتشر فيها الغابات بصورة كثيفة وليس بها سكان من البشر سوى 
طائر
 القِمِري الذي كان يقتسم معهم السكن والجوار لذالك اطلقوا على انفسهم اسم القِمِر نكاية في القبيلة الأم التاما التي نفتهم وتخلت عنهم بسبب رفضهم للتداول الوراثي للسلطة داخل قبيلة التاما
```

### المسيريه جبل
وهي واحده من بطون قبيلة التاماالكبيره وانتشرت في مساحات واسعه وصاهرت مع مجموعه كبيره من القبائل التي تجاورها السكن وبصفة خاصهة قبيلة المسيريه العربية مما ادى هذا التصاهر بمرور الزمن التي ظهر أجيال جديد تتشبع بعادات وتقاليد نصفها عربى وبلغة تامويه ذات مفردات عربية وبتعاقب الاجيال تلاشى اغلب الإرث التاماوى الذي ورثوه من القبيلة الام وبالتالى سموا انفسهم المسيريه جبل نسبة لمنطقه الجبل الذي يقطنونه وقبيله المسيريه التي تصاهروا معها ولكن مع ذالك إلى يومنا هذا يتحدثون لغتهم 60% من مفررداتها هي لغة القبيلة الام التاما بالتالى هذا بطن اخر من البطون الكبيره التي خرجت من قبيلة التاما وكونت قبيله قائمه بذاتها لكن لازال التداخل والتصاهر مستمر مع القبيلة الام التاما لانها انشطرت عن القبيلة الام بصور وديه وطبيعيه عكس القمر

### الأسنقور
وهي إحدى بطون قبيلة التاما الكبيرة التي انسلخت مؤخرا من قبيلة التاما وسمت نفسها بقبيلة الارينقا في بداية التسعينات من القرن الماضى مستقله الاستقطاب القبلى الكبير للنظام الحاكم في السودان للتقوى بهم ضد الثوار الذين كانوا يقاتلون في جنوب السودان وبالتالى انتهزت قيادات الإرينقا الفرصة فقاموا بمبايعة الرئيس السودانى وقدموا له مايقارب الف فارس باسم قبيلة الارينقا وليس التاما لدعم المجهود الحربى في الجنوب بالتالى اعطاهم الرئيس السودانى اعتراف رسمى من الدولة بتكون قبيله الارينقا في لقاء جماهيرى مشهود عقد بالعاصمة السودانيه عام1993 ووصفهم وقت ذالك الرئيس السودانى عمر البشير بانهم انصار المهديه والآن انصارا للإنقاذ فمنذ ذاك اللقاء صار بطن الارينقا قبيله قائمه بذاتها تغرد خارج سرب قبيلة التاما والان هنالك صراع رهيب بين التاما والارينقا حول اقتسام الإرث التاريخى والثقافى بين التاما والبطن المنشق الارينقا مثلا هنالك نزاع حول لغة قبيلة التاما فالارينقا يدعون انها لغتهم وليس لغة التاما كما هنالك تنازع على الإرث التاريخى لقبيلة التاما فالبطن المنشق يدعى ان تاريخ وبطولات التاما هو تاريخ الارينقا بينما يقول التاما يجب عليكم ان تبحثوا عن تاريخ جديد مادمتم انسلختم من القبيلة الام وللامانة والتاريخ السبب الرئيسى لخروج الارينقا هوالتعامل الاستعلائي والنظرة الدونيه التي كانت ترمقهم بها البطون الأخرى للقبليه على اساس ان الارينقا اقل بطون التاما مكانة في المجتمع وفقا للسلم الاجتماعى للقبيله بالتالى كان لزاما عليهم الهروب والإنكار للقبيله التي ظلت تقلل من مكانتهم الاجتماعيه

### المراريت
```
وهي من بطون قبيله التاما الكبيرة التي انسلخت وسمت نفسها بقبيلة المراريت اسوة بالبطون الأخرى التي خرجت وكونت قبيله قائمه بذاتها ولكن لا زالت على تواصل وتصاهر بصوره كبيرة مع القبيلة الام كما أنها تسكن نفس المناطق التي تسكنها القبيلة الام التاما ورغم الخروج المبكرللمراريت من قبيلة التاما الا ان هنالك تشابه كبير في اللغة بوجود مفردات كثيرة مشتركه بين القبيلتين بالاضافه إلى ذالك التشابه في النمط الاجتماعى والتصاهر المستمر بين التاما والبطن المنشق المراريت عموما هذا البطن على علاقه جيده مع القبيلة الام التاما
```

### المهادى
```
هي الأخرى من البطون التي خرجت على القبيلة الام وكونت قبيله قائمة بذاتها وسمت نفسها قبيلة المهادى ونجد ان هذا البطن خرج من التاما منذ عهد بعيد لدرجة انهم تخلوا عن 
ثقافة
 القبيلة الام بل اضاعوا حتى لغة التاما التي كانوا يتحدثونها وصاروا لا يعرفون شيء عن قبيلتهم الام التاما بسبب تعاقب الاجيال والاختلاط بالقبائل العربية التي تجاورهم السكن وتصاهرهم وتشاركهم في النسب بالتالى صاروا يدعون أنهم اعراب وليس تاما وليس هنالك علاقات تداخل وتصاهر بينهم والقبيلة الأم هاكذا صارت المهادى إحدى بطون قبيلة التاما قبيله عربيه في اقل من 100 عام وليس هنالك علاقات ووشائج اجتماعيه تربطها بالتاما
```

### اولاد مانا
```
وهي أحد بطون التاما التي خرجت وكونت قبيله صغيره وكثير من أبناء التاما من هذا الجيل لا يعرفون شيء عن هذا البطن نسبة لعدم توفر المعلومات عن هذا البطن وهو في طريقه إلى التلاشى ومناطق وجودهم منطقة شمال غرب جبل مره وهي شبه منعزله عن باقى بطون التاما وهي في حالة تداخل وتصاهر مع القبائل التي تقاسمهم السكن والجوار وبصفة خاصة قبائل الفور والداجو 
[
10
]
```

## اقتصادهم
يقوم اقتصاد التاما أساسا على الزراعة بصوره رئيسيه وتعتبر المناطق التي يسكنها التاما من اخصب الأراضي الزراعيه مما جعل ارض التاما هدفا رئيسيا لمطامع كل القبائل التي كانت تجاورهم السكن امثال الفور والمساليت في السودان والزغاوه وعرب بنى كليب والمحاميد وعيال راشد في تشاد
فكل هذه القبائل كانت تقاتل التاما طمعا في اراضيهم الخصبة ان كان في تشاد أو السودان فنجدهم في السودان هم عماد الثروة الزراعيه ووقودها المحرك في - مشروع الجزيرة وسنار ومشرع الرهد ومشروع خشم القربه وغيرها من الأراضي الزراعيه على ضفاف النيل في شمال السودان فكل هذه المناطق يمارس التاما فيها الزراعة

### تنقيب الذهب
ومهنة تنقيب الذهب عندما ظهرت مهنة تنقيب الذهب توقف الإنتاج في كل المشارع الزراعيه في السودان تماما وبصفه خاصه في مشروع الجزيرة نسبة لعدم وجود الايدى العامله التي كان يوفرها شباب التاما

### تربية الماشية
كما يمتهنون تربيه المواشى من اجل البانها ولحومها ولكن ليس بكميات تجاريه بالاضافه إلى ذالك ممارسة التجارة بصوره متصاعدة

## سلطنة التاما
السلطان لقب عربي مشتق من السلطة والقوة وهو نظام حكم حيث يكون السلطان على رأس الدولة ويتميز بأن الحكم غالباً ما يكون لفترة طويلة وعادة حتى وفاة السلطان وينتقل بالوراثة إلى ولي عهده استعمل في العهود الإسلامية لدى السلاجقة والعثمانيين وايضا لدى المرينين والوطاسين
أهم السلاطين والامراءالذين تعاقبوا على حكم دار تاما ابان استقرارهم بمنطقة نيرى بجانب الحروبات التي غاضوها في التاريخ القديم وبلغ عددهم 27 سلطانا وهم كالتالي